# Kristina Stanek
Kristina Stanek (* 1985 in Krefeld) ist eine deutsche Opern-, Konzert- und Liedsängerin in der Stimmlage Mezzosopran.

## Leben
Stanek studierte an der Robert Schumann Hochschule Düsseldorf und an der Royal Academy of Music in London.
Das Studium in London, was sie nach zwei Jahren mit dem Master of Arts mit Auszeichnung abschloss, wurde durch ein Stipendium der Rotary Foundation ermöglicht.
Sie besuchte Meisterklassen von Marga Schiml, Rudolf Piernay, Barbara Bonney, Grace Bumbry und Helmut Deutsch.
2006 wurde sie zur „Besten Nachwuchssängerin“ auf dem Europäischen Musikfestival in Rom ausgezeichnet. 2007 gewann sie den 1. Preis beim Rotary Musikwettbewerb und den 1. Preis beim Mozart-Wettbewerb in Prag. Während ihres Studiums an der Royal Academy of Music in London arbeitete die junge Mezzosopranistin mit bedeutenden Dirigenten wie Sir Colin Davis und Sir Charles Mackerras.
Im September 2014 wurde Kristina Stanek für ihre herausragenden Leistungen am Theater Trier mit der Theatermaske 2014 ausgezeichnet, einem der wichtigsten Kulturpreise der Region.
Kristina Stanek war ab der Spielzeit 2011/12 für drei Spielzeiten festes Ensemblemitglied am Theater Trier, wo sie u. a. als Carmen, Sesto (La Clemenza di Tito), Orfeo (Orfeo ed Euridice), Concepcion (L’Heure espagnole), Flora (La traviata), Hänsel (Hänsel und Gretel), Maddalena (Rigoletto), Olga (Eugen Onegin) und Prinz Orlofsky (Die Fledermaus) auf der Bühne stand.
Gastengagements führten sie an das Saarländische Staatstheater Saarbrücken, die Wuppertaler Bühnen, das Badische Staatstheater Karlsruhe und an das Theater Koblenz.
Ab der Spielzeit 2015/16 ist Kristina Stanek festes Ensemblemitglied am Badischen Staatstheater Karlsruhe und wird dort u. a. als Romeo (I Capuleti e i Montecchi), 3. Dame (Die Zauberflöte) und Eliza Doolittle (My Fair Lady) zu erleben sein.